# Mochental (Schonwald)
Das Gebiet Mochental ist ein mit Verordnung vom 9. März 2004 durch die Körperschaftsforstdirektion Tübingen ausgewiesener Schonwald (Schutzgebiet-Nummer 200297) bei Ehingen (Donau) im Alb-Donau-Kreis in Baden-Württemberg. Namensgebend ist das Schloss Mochental.

## Lage
Das Schutzgebiet befindet sich auf einem flach geneigten Westhang östlich von Kirchen und grenzt im Osten an das Landschaftsschutzgebiet Laucherttal mit Nebentälern. Es liegt im
Staatswald Ehingen in Distrikt 6 „Kirchenhau“ Abteilungen 7 (teilweise) und 8 (teilweise). Es umfasst einen Teil des Flurstücks Nr. 1055/1 auf Gemarkung Kirchen, Stadt Ehingen.
Teile des FFH-Gebiets Großes Lautertal und Landgericht liegen im Schonwald.
Im Schutzgebiet liegt das Biotop Seggen-Buchenwald im Schonwald Mochental mit der Biotopnummer 277234253169.

## Vegetation
Im Schonwald kommen laut Waldbiotopkartierung die folgenden Pflanzen vor:
Spitzahorn, Berg-Ahorn, Gewöhnliche Haselwurz, Weiße Segge, Finger-Segge, Blaugrüne Segge, Berg-Segge, Weißes Waldvöglein,
Rotes Waldvöglein, Maiglöckchen, Echter Seidelbast, Gewöhnlicher Wasserdost, Mandelblättrige Wolfsmilch, Zypressen-Wolfsmilch, Rotbuche,
Waldmeister, Stinkende Nieswurz, Waldgerste, Europäische Lärche, Frühlings-Platterbse, Nickendes Perlgras, Wald-Bingelkraut,
Vogel-Nestwurz, Gemeine Fichte, Waldkiefer, Zwerg-Holunder, Echte Mehlbeere.

## Schutzzweck
Der Schutzzweck des Schonwalds ist gemäß Schutzgebietsverordnung
- der langfristige Erhalt der Carex-alba-Buchenwälder der trockenen Tertiärböden der Schwäbischen Alb mit ihrer bezeichnenden Flora (z. B. Carex alba, Helleborus foetidus, Orchis spec.) und Fauna (z. B. Höhlenbrüter)

## Betreuung
Wissenschaftlich betreut wird der Schonwald durch die Forstliche Versuchs- und Forschungsanstalt Baden-Württemberg (BVA).